# در کنار دریا
در کنار دریا (تاهیتیایی: Fatata te Miti) یک نقاشی رنگ روغن اثر نقاش فرانسوی پل گوگن است که در سال ۱۸۹۲ کشیده شده‌است و امروزه در نگارخانه ملی هنر واقع در واشینگتن، دی.سی. نگهداری می‌شود. گوگن این نقاشی را در سفر اولش به تاهیتی کشیده است. 